# Andreas Lombaert
Andries Jacobus Lombaert (Brugge, 10 april 1745 - 5 augustus 1810) was schrijnwerker, architect en meester-timmerman te Brugge.

## Familie en gezin
Andries (Andreas) Jacobus Lombaert was de zoon van linnenhandelaar Andreas Lombaert (1708-1786) en Catharina De Brabander (1717-1793) en de kleinzoon van Jacob Lombaert (1669-1710), drogist te Brugge. Hij huwde op 18 februari 1772 te Bredene met Catharina Rosa Lievens, de dochter van Oostendse meester-timmerman en sasmeester Cornelius Lievens. Andreas Lombaert overleed in 1810 te Brugge op 65-jarige leeftijd en werd begraven op het kerkhof van Sint-Kruis in de grafkelder van de Engelse handelaar Nicolas Masterson. In de sacrisitie van de kerk Heilige Kruisverheffing van Sint-Kruis bevindt zich een aan Andreas Lombaert gewijde gedenkplaat.

## Opleiding
Andries Lombaert behaalde in 1766 de eerste prijs architectuur aan de academie van Brugge en wordt beloond met een gouden medaille (van "eene once en twaelf engelsche in gewicht"). "De teekeningen van Architecture en hebben met geene mindere verwonderinge een ider voldaen, bestaende in den Grond ende Elevatie met de doorsnydinge van een spatieus stadhuys met alle de eygendommen daer toe behoorende, welke voorstel door de leerzuchtige Jonkheyd buyten alle verwachtingen loffelyk met eene goede en groote goutte is uytgewerkt"..

## Meester-timmerman
Andreas Lombaert was vinder van de timmerlieden in 1774 en 1775 en werd gouverneur van de gilde van 1776 tot 1778. Hij vervaardigde onder meer een biechtstoel te Loppem, een tabernakel voor de Sint-Nikolaaskerk van Diksmuide en vervaardigde ook de kuip van de barokke preekstoel in Rococo Louis XVI-stijl, gebouwd tussen 1777 en 1785, naar ontwerp van Hendrik Pulinx in de Sint-Salvatorskathedraal te Brugge. Die preekstoel is gemaakt van Acajou (mahoniehout uit het Caribisch gebied) dat onder meer door Lombaert aangeleverd werd. 

## Stroman bij driehoekshandel
Andreas Lombaert had twee zeebrieven op zijn naam, in 1781 voor het ‘Hollandse’ koopvaardijschip Den Snellen Jaeger, 220 vat groot, met Roskill als kapitein, en in 1782 voor het koopvaardijschip De Grysperre, 250 vat groot, met als kapitein Henry Wade. In werkelijkheid behoorden de schepen wellicht toe aan het bedrijf Mason, Blundell & Masterson dat vanuit Brugge en Oostende actief was in een netwerk van trans-Atlantische driehoekshandel tijdens de Vierde Engels-Nederlandse Oorlog (1780-1784). In dat netwerk speelde ook de Oostendse reder Jean Baptiste Liebaert (1723-1786) van het bedrijf Liebaert, Baes en Derdeyn een belangrijke rol. Die had dan weer professionele connecties met Cornelius Lievens, de schoonvader van Andreas Lombaert, op het houtzaagmolenpark Compagnie der Zaegmolens bij het Sas Slijkens.